# Joaquín Rodríguez de Rivera y Díaz de Córdova
Joaquín Rodríguez de Rivera y Díaz de Córdova (Sevilla, 3 de marzo de 1757 – Cádiz, 14 de junio de 1829) fue un hidalgo y marino de guerra de la Real Armada a finales del siglo XVIII y principios del siglo XIX, presente durante las guerras de Coalición y los siguientes conflictos con los británicos, así como en la Guerra de la Independencia contra los franceses.

## Familia y Descendencia
Hijo de un caballero hidalgo llamado José Juan Rodríguez de Rivera y del Castro Navarrete (n. Sevilla, 1724/1727), que fue elegido alcalde de Sevilla por el Estado Noble en 1758/61, 1783 y 1787; y de la también sevillana María Ildefonsa Nicolasa Díaz de Córdoba y Fernández (n. 1729).
Tenía un hermano menor llamado Carlos Rodríguez de Rivera (n. Sevilla, 1763), también marino de guerra de la Real Armada además de Administrador General de Aduanas en Sevilla.
Casó con la noble guipuzcoana Francisca Irisarri Lizardi, teniendo un solo hijo: Joaquín Rodríguez de Rivera y Irisarri, a veces Lizardi (n. Ferrol, c. 1787), también marino, que casó con María Josefa Dominga Ramona Blasco y Bermúdez de Castro, con la que tuvo 3 hijos y dos hijas, entre ellos el que sería teniente general don Joaquín Rodríguez de Rivera y Blasco (1836-1901).

## Inicios como Guardiamarina y Expedición al Cono Sur americano
El 10 de febrero de 1772, sentó plaza de guardiamarina en la Compañía del departamento marítimo de Cádiz justo antes de cumplir los 15 años de edad (Expediente 1.179).
Una vez aprobó los exámenes teóricos, embarcó en el navío de línea San Genaro (Cartagena, 1765), comenzando así su formación práctica.
A su regreso a Cartagena transbordó al jabeque Atrevido (Cartagena, 1763) el cual, es retirado y desguazado ese mismo año (1775), pasando al jabeque San Antonio de Padua (Palma de Mallorca, 1774) en labores de corso-anticorso contra las regencias del norte de África. Participa en la invasión española de Argel (1775) en la escuadra de don Pedro González de Castejón.
Más tarde trasbordó a la fragata Santa Gertrudis (Guarnizo, 1768) realizando varios cruceros por el Océano. A su regreso es ascendido a alférez de fragata, siendo destinado a los Batallones de Infantería de Marina. Se le ordenó embarcar en la goleta Brillante, en 1776 trasbordó a la bombarda Santa Eulalia incorporada a la escuadra de Francisco Javier Everardo-Tilly (marqués de Casa-Tilly) que debía de transportar al ejército de Pedro de Cevallos para enfrentarse a Portugal en las costas de Brasil y Río de la Plata, participando en la toma de la isla de Santa Catalina y resto de operaciones para recuperar los territorios apropiados por los portugueses, como Colonia de Sacramento.

## Sitio de Gibraltar (1779-1783) y guerra de la Convención (1793-1795)
Tras el Tratado de San Ildefonso (1777) regresa a Cádiz, donde es ascendido a alférez de navío (Real Orden de 23 de mayo de 1778).
Se le trasladó al navío de línea Astuto (La Habana, 1759), zarpando de crucero en corso por el Mediterráneo.
Pasó de nuevo a la fragata Santa Gertrudis al mando de don Aníbal Tolomeo Casoni, participando en las acciones navales durante el bloqueo a Gibraltar de 1779-1780.
Unos meses más tarde (1780), pasa a la fragata Santa Rosalía (Cartagena, 1767), que venía de la desastrosa Batalla del Cabo de San Vicente, al mando de Antonio Ortega, incorporándose a la escuadra del general don José Solano y Bote (marqués del Socorro) cuyas órdenes eran el refuerzo de La Habana, zarpando rumbo a La Habana para enfrentarse en el Caribe y La Florida a los británicos.
Cuando se encontraba en Cuba, embarca en el navío de línea Magnánimo (Ferrol, 1754), zarpando con la escuadra de don José Solano y Bote para la reconquista de La Florida, que había sido tomada por los británicos. A su regreso se le asciende a teniente de fragata (Real Orden de 27 de mayo de 1780), pasando a Pensacola, donde permaneció hasta ser conquistada a los británicos (1781), y firmarse la paz, regresando a España en 1783, donde se le asciende a teniente de navío (Real Orden de 15 de abril de 1784).
Se le dio su primar mando, el de la urca Winchón (de guinche en inglés: winch), un tipo de embarcación de origen neerlandés muy similar a la fragata, pero con una artillería más ligera.
A continuación, es ascendido a capitán de Fragata (Real Orden de 10 de febrero de 1794), siendo nombrado capitán de la fragata Santa Catalina (La Habana, 1788), pero rápidamente embarca en el navío de línea San Telmo (Ferrol, 1788) adscrito a la Escuadra del Océano, pero por ausencia de su comandante, lo mandó de forma interina.
Ya en plena primera guerra de la Convención, se le nombró comandante de la fragata Flora (Ferrol, 1795), siendo comisionado ese mismo año en diferentes cometidos en la costa Cantábrica y en el océano Atlántico bajo el Departamento marítimo del Ferrol.

## Guerra anglo-española (1796-1802)
Durante el conflicto anglo-español que siguió, con la fragata Flora como buque insignia, forma parte de la escuadra en la División del capitán de navío Juan de Lodares que actuará en el mar Mediterráneo, dentro del departamento marítimo de Cartagena. En esos momentos es su segundo al mando el teniente de navío don Tadeo Delverme.
A mediados de 1797, después de llegar de Malta, su fragata realiza una travesía entre Barcelona y Cádiz para el transporte de pertrechos militares a Málaga, exactamente 150.000 raciones de víveres destinados a los buques que invernaría en aquellos puertos, siendo acompañada su fragata por las fragatas Santa Sabina (1781), Santa Teresa (1787), Nuestra Señora de Soledad (1788) y el bergantín Vencejo.
Del 1 de octubre de 1797 hasta abril de 1798, la División quedó surta en Málaga, donde permaneció en estado de especial alerta ante las noticias de que una escuadra británica podría atacar Málaga desde Gibraltar, donde la fragata Flora al mando de don Joaquín sólo actuó puntualmente convoyando algunos mercantes de bandera española. En ese momento, la División estaba formada por las fragatas Flora (1795) comandada por don Joaquín, la Nuestra Señora de Soledad (1788), la Santa Teresa (1787), y el bergantín Vencejo, con puerto en Málaga, y las fragatas Nuestra Señora de Guadalupe (1786) y la Venganza (1793) con puerto en Cartagena.
En mayo de 1798, la escuadra se dirige a Cartagena, donde se une a las otras dos fragatas (Guadalupe y Soledad) para dirigirse a Barcelona, en cuyo puerto deberían de embarcar el Regimiento de Infantería de Borbón n.º 47 (antigua Legión Real de los Pirineos) con destino a las islas Baleares, acción que nunca llegó a efectuarse. A partir de ese momento, y hasta 1801, la fragata Flora al mando de don Joaquín y su escuadra se dedican generalmente a suministrar apoyo logístico a las guarniciones de las islas Baleares, siempre siguiendo las directrices del teniente general don Francisco de Borja y Poyo, comandante del departamento marítimo de Cartagena.
En octubre de 1798, la fragata Flora con su comandante don Joaquín y resto de la escuadra capturaran una pequeña flota corsaria británica (una fragata, un bergantín, una falúa y un falucho), represando varios barcos españoles, todos los cuales fueron conducidos a Cartagena.
Con fecha de noviembre de 1798, la División de Juan de Lodares contaba con las fragatas Flora (al mando del capitán de fragata don Joaquín R. de Rivera, también como comandante de la División, y como segundo al teniente de navío Antonio Franco, con un total de 306 tripulantes), la Santa Casilda (1784), la Prosperina (1797), y la Pomona (1795).
En noviembre de 1798, durante una travesía entre Barcelona y las islas Baleares transportando tropas, artillería y caudales, las fragatas Flora (al mando de don Joaquín) y la Santa Casilda persiguen y capturan a la corbeta de guerra de la Marina Real Británica HMS Peterell (con 24 cañones y 114 tripulantes), la cual formaba parte de una gran flota británica a las órdenes del vicealmirante John Duckworth que intentaba invadir Menorca. La corbeta británica fue conducida a puerto por el segundo al mando de la fragata Flora, el teniente de navío don Antonio Franco, que tuvo que lidiar con unos prisioneros muy problemáticos y la presencia en las inmediaciones de buques enemigos, para finalmente ser apresado por los británicos en la isla de Cabrera. Las cuatro fragatas españolas de la División, incluida la Flora, evadieron a la flota británica, regresando a puerto entre el 15 y 19 de noviembre, y entregando intacta su carga.
En diciembre de 1798, una vez que Menorca había caído en manos británica, las acciones de la División se centran en apoyo logístico a la isla de Mallorca. No obstante, la presencia británica en las costas del levante español dificultaba la tarea. En esos momentos, la División la formaban las fragatas Flora (al mando del capitán de fragata don Joaquín R. de Rivera, también como comandante de la División), la Nuestra Señora de Guadalupe (1786), la Prosperina (1797), la Pomona (1795) y la Santa Teresa (1787).
El 1 de enero de 1799, Juan de Lodares zarpa desde Cartagena con las 5 fragatas, incluida la fragata Flora al mando de don Joaquín, interceptando al bergantín corsario británico Herald, siendo apresado y conducido a Cartagena.
El 11 de enero de 1799 fondean en Alicante, donde se embarca numerosa artillería destinada a las lanchas cañoneras para la defensa de Mallorca. Acto seguido, y por Real Orden, la División se divide en dos grupos para operar independientemente: Por un lado las fragatas Flora, la Pomona (1795) y la Nuestra Señora de Guadalupe (1786) al mando directo de Juan de Lodares, con base en Cartagena; y por otro lado las fragatas Santa Teresa (1797) y la Proserpina (1797) al mando de Pérez Sigler, con base en Alicante.
En febrero de 1799, las fragatas Flora y la Guadalupe embarcan tropas del Regimiento Suizo V (al mando del Coronel don Carlos Yann) en Mallorca con destino a Tarragona. A la altura de Tortosa sufrieron un fuerte viento, que provocó que ambas fragatas se separasen: la Flora hacia Tarragona, y la Guadalupe hacia Barcelona donde, percatándose que dos buques británicos le seguían, fondeó y desembarcó a los suizos.
En marzo de 1799, cuando ambas fragatas se dirigían a Alicante para la carga de pertrechos, fueron interceptadas por una flotilla británica. En la persecución, la Guadalupe encalló en los bajos del cabo San Antonio, naufragando y pereciendo ahogados la mayor parte de la tripulación. La fragata Flora pudo escapar, retornando sola a puerto, y desembarcando la carga.
A finales de marzo de 1799, por enfermedad de Juan de Lodares, el capitán de navío don Pedro Colmenares pasa al mando de la División, continuando con los cruceros entre el Levante y las islas Baleares, generalmente en viajes de una o dos fragatas, excepto cuando había que convoyar barcos mercantes. A finales del año 1799, la División disponía de 3 fragatas: La Flora como buque insignia (al mando del capitán de fragata don Joaquín R. de Rivera), la Venganza (1793) y la Prosperina (1797).
Don Joaquín deja el mando de la fragata Flora en 1801, cuando se le encargó el mando de la urca Brújula (San Fernando, 1789) que, cargada con azoque, viajó a Veracruz y a La Habana, donde se cargó de madera con destino a Cádiz.

## Tratado de Amiens (1802) y la guerra anglo-española (1804-1809)
A su llegada a Cádiz se le entregó la Real orden de 5 de octubre de 1802 con su ascenso al grado de capitán de navío. A los pocos días se le ordenó trasbordar como su comandante al navío de línea San Ramón (La Habana, 1775), trasladándolo a Cartagena para pasar a desarme tras un enfrentamiento desigual con los británicos, de donde regresó a su Departamento marítimo de destino en el Ferrol.
En 1804 se le otorgó el mando del navío de línea San Fulgencio (Cartagena, 1787) perteneciente a la escuadra del general don Domingo de Grandallana y Sierra. Al estallar la guerra contra el Reino Unido fue uno de los navíos que pasó a las órdenes del general don Federico Gravina, zarpando a sus órdenes desde su base a la bahía de Cádiz donde arribaron el 20 de agosto de 1805. No fue incorporado a la escuadra al mando del vicealmirante francés Villeneuve, razón por la que no participó en el combate de Trafalgar quedando a las órdenes del Departamento, primero al mando del general don Ignacio María de Álava y después a la del general don Juan Ruiz de Apodaca. La razón, tal como testimonia su comandante, fue la escasez de tripulaciones experimentadas para la batalla de Trafalgar, por lo que la escasa dotación del San Fulgencio pasó a la del navío de línea Santa Ana (Ferrol, 1784).

## Guerra de la Independencia
Al producirse el alzamiento nacional del 2 de mayo de 1808, fue de los que participó en los combates de los días 9 a 14 de junio siguientes, para apresar a los restos de la escuadra francesa de Trafalgar al mando del almirante Rosily.
Posteriormente, en octubre de 1808, el navío de línea San Fulgencio, con don Joaquín de capitán, viajó a El Callao y La Habana para traer caudales y regresó a Cádiz en agosto de 1809.
Por Real orden del 21 de septiembre de 1809 se le había ascendido al grado de Brigadier de la Real Armada (cargo equivalente al actual general de brigada).
Acto seguido, todavía la mando del navío San Fulgencio, participó en los primeros meses del sitio de Cádiz cuando el ejército francés bajo el mando de los mariscales Claude Victor y Jean-de-Dieu Soult, intenta tomar la ciudad.
El 18 de mayo de 1810 zarpó en su navío San Fulgencio rumbo a La Habana, desembarcando el 1 de junio de 1811, permaneciendo en la isla hasta poder embarcar como pasajero en el navío de línea Miño (Ferrol, 1779), el cual formaba parte de una escuadra con dos fragatas mercantes y una corbeta que transportaban, además de caudales, al que sería teniente general del departamento marítimo de Cádiz don Ignacio María de Álava, arribando a la bahía de Cádiz el 11 de septiembre de 1812.
Ya expulsados los franceses de España (1814), don Joaquín solicitó el puesto de gobernador Militar de la ciudad de Sevilla, pero no se le otorga al no estar vacante ni ser un cargo que perteneciese a la Real Armada. No obstante, en mayo de 1817 es nombrado vocal de la Junta de Asistencia a la Armada.
El 29 de febrero de 1818 tomó el mando del navío de línea España (Arcángel, 1801), un buque que, junto a otros, había sido comprados a Rusia (Tratado de Madrid, 1817), estando todos ellos en un estado lamentable. Por ello, en abril de 1818, cesó en el mando para el desarme del barco y su posterior desguace tres años después. Rápidamente pasa comandar el viejo navío de línea San Telmo (Ferrol, 1788) hasta marzo de 1819, meses antes de que este buque desapareciese con todos sus tripulantes (comandados por Francisco Espeliús) en el cabo de Hornos.
Por Real orden del 12 de agosto de 1819 es ascendido al grado de jefe de Escuadra (lo que actualmente equivaldría a vicealmirante).
Dada su demostrada experiencia en el pilotaje de navíos, por Real orden del 13 de septiembre de 1819, es nombrado comandante del Cuerpo de Pilotos de la Armada (una escuela de navegación sita en la “Casa del Sacramento” y en la “Casa de Intendencia y Contaduría Principal, hoy en día Escuela de Suboficiales, en la Isla de León) del Departamento marítimo de Cádiz.
Al poco tiempo por tener cumplidos los requisitos se le concedió la Gran Cruz de la Real y Militar Orden de San Hermenegildo, permaneciendo en el Departamento marítimo de Cádiz hasta diciembre de 1822, cuando es nombrado teniente general, comandando el Departamento marítimo de Cartagena, cargo que ocupará hasta noviembre de 1823, siendo sustituido por el que fuese el penúltimo virrey del Río de la Plata, don Baltasar Hidalgo de Cisneros.

## Fallecimiento
Regresó a Cádiz donde permaneció sin destino, hasta su fallecimiento ocurrido el domingo 14 de junio de 1829, cuando contaba con 72 años de edad, de ellos 57 de servicios a España en la Real Armada.